# ヴラジミル駅
ヴラジミル駅（ヴラジミルえき、ロシア語: Владимирская станция、ヴラジーミルスカヤ・スタンツィヤ）は、ロシアのサンクトペテルブルク市ツェントラーリヌイ区（中央区）鍛冶横丁にあるサンクトペテルブルク地下鉄の駅である。

## 接続路線

### 鉄道
- サンクトペテルブルク地下鉄
  - 4号線 - ドストエフスキー駅
    - 地下通路で繋がっているため、改札を通らずに乗換可能である。また、ドストエフスキー駅の改札を入場後ヴラジミル駅から電車に乗車すること、あるいはその逆も可能である。

### 路面電車・トロリーバス・路線バス・乗合タクシー
- ヴラジミル広場（駅北方）
  - レーニン広場方面：トロリーバス（3・8・15系統）、乗合タクシー（15・90・177・187・190・209・258系統）
- ヴラジミル広場（市外通り西側）
  - プルコヴォ空港方面：トロリーバス（3・8・15系統）、路線バス（39э系統）、乗合タクシー（15・25・90・139・177・187・190・209・258・800・900系統）
- マラタ通り（駅東方）
  - 工科大学・ツルゲーネフ広場方面：路面電車（16系統）

## 駅構造
地上にコンコース、改札があり、地下55mに島式プラットホームがある地下駅である。
- 東行：ジェヴャトキノ方面
- 西行：ベテラン大通り方面

## 利用状況
乗車人員は986,995人／月、32,428人／日である。

## 駅周辺
- ウラジーミルの生神女大聖堂 （駅名の由来）
- ドストエフスキー文学記念博物館

## 歴史
- 1955年11月15日　地下鉄1号線　蜂起広場～アフトヴォ間開通と同時に開業。

## 隣の駅
サンクトペテルブルク地下鉄
■1号線（キーロフ・ヴイボルグ線）
プーシキンスカヤ - ヴラジミル - 蜂起広場